# Szkielet zewnętrzny

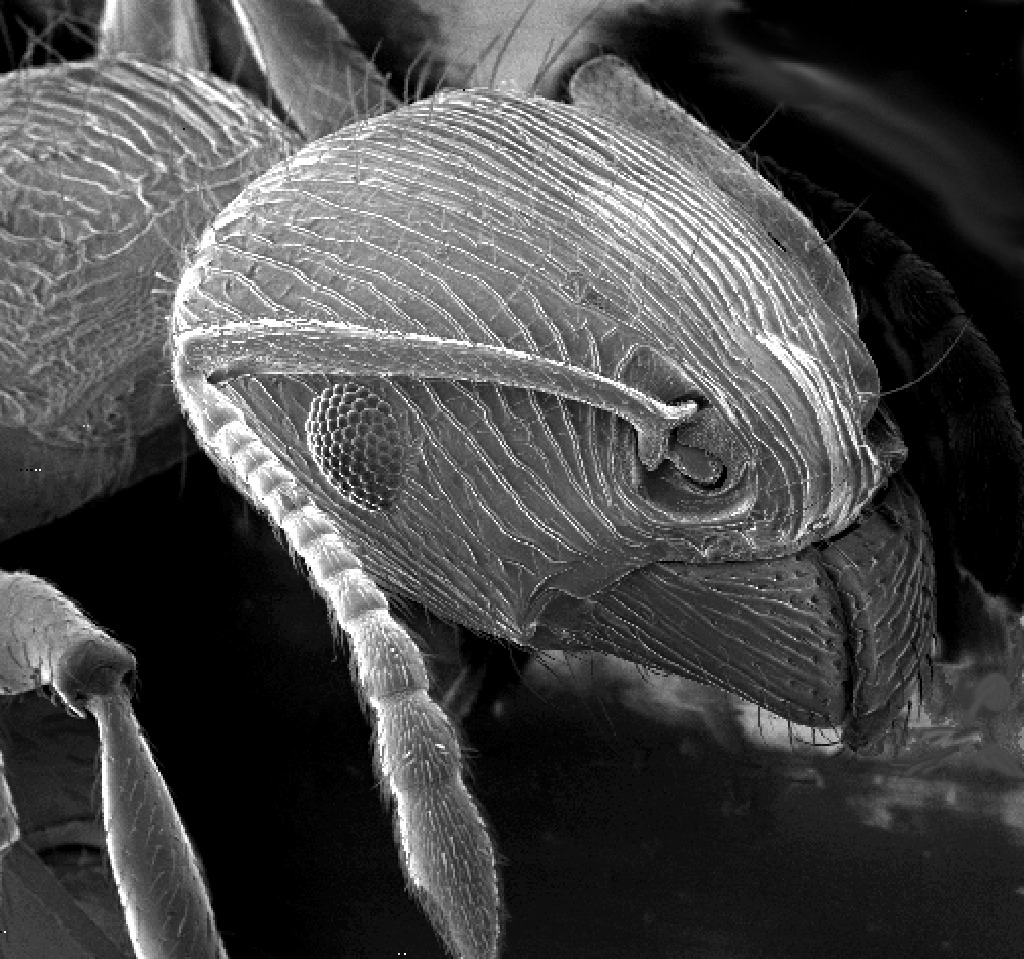
Głowa mrówki pokryta chitynowym egzoszkieletem

Szkielet zewnętrzny (egzoszkielet) – szkielet, rodzaj rusztowania podtrzymującego ciało znajdujący się na zewnątrz organizmu zwierząt bezkręgowych.
Szkielet zewnętrzny najczęściej nie jest żywą tkanką, lecz martwym wytworem komórek naskórka.

Szkielet taki posiadają mięczaki i stawonogi.
U mięczaków (ślimaki, małże) szkieletem zewnętrznym jest muszla zbudowana z węglanu wapnia. Pełni funkcję przede wszystkim ochronną, nie spełnia natomiast funkcji lokomotorycznych. Mimo że u niektórych gatunków do muszli przyczepione są mięśnie służą one np. do utrzymania zamkniętej muszli dla ochrony przed drapieżnikami jak np. u małży sercówek. Muszla mięczaków zapewnia schronienie tylko w razie potrzeby, przez większość czasu jest ona otwarta.
Muszle ślimaków spełniają także funkcję ochronną zabezpieczającą przed niekorzystnymi warunkami zewnętrznymi np. przed suszą, drapieżnikami. Jest ona przytwierdzona do nogi dzięki specjalnym mięśniom, które umożliwiają też wciągnięcie ciała ślimaka do środka. Jesienią przed zapadnięciem w odrętwienie ślimaki chowają się w muszli i zamykają jej otwór pokrywą (epiphragma), nie związaną z ciałem ślimaka i odrzucaną na wiosnę.
U stawonogów, podobnie jak endoszkielet, dostarcza twardego oparcia pozwalającego na przeciwstawienie się sile grawitacji. Jest miejscem  przyczepu mięśni, tworząc wraz z nimi układ ruchowy i umożliwiając poruszanie się. Ponadto pełni funkcję ochronną dla miękkich części ciała – chroni przed urazami, przed wyschnięciem (w przypadku form lądowych) i dla narządów wewnętrznych.
Zewnętrzny pancerz składa się z chitynowego oskórka, który u niektórych skorupiaków wysycony jest dodatkowo solami wapnia nadającymi mu dużą twardość. Zwykle są to duże, sztywne płyty oddzielone cienkimi, giętkimi połączeniami umożliwiającymi ruch.  
Ograniczeniem wynikającym z posiadania egzoszkieletu, jest utrudnienie wzrostu. Rozwiązaniem jest proces linienia. Wtedy stary oskórek jest zrzucany i zastępowany nowym, bardziej miękkim i nieco większym od poprzedniego. Zanim znów stwardnieje, zwierzę intensywnie rośnie.